# Applause (Sofia-Carson-Lied)
Applause ist ein Filmsong von Diane Warren aus dem Film Tell It Like a Woman. Er wird von Sofia Carson interpretiert.

## Entstehungsgeschichte
Diane Warren wollte für den Episodenfilm Tell It Like a Woman einen Song schreiben, der als Empowerment-Hymne für Frauen dienen soll und von starken Frauen handelt. Der Episodenfilm bedient diverse Genres, von Drama, über Filmkomödie bis zum Dokudrama und dem Animationsfilm. Warrens Song sollte zu allen Genres passen. Für den Text benötigte sie etwa fünf Tage.
Sofia Carson, die Sängerin von Applause, sagte später, der Song handele davon, sich selbst zu applaudieren, wie weit man auch komme.
Das Musikvideo wurde am 11. November 2022 veröffentlicht und wurde von Javiera Eyzaguirre gedreht. Es zeigt Sofia Carson als Sängerin und Diane Warren am Klavier.

## Rezeption
Diane Warren wurde für Applause zum insgesamt 14. Mal für den Oscar nominiert. Bereits bei der Oscarverleihung 2022 erhielt sie dafür einen Ehrenoscar. Sie gewann mit dem Song bereits einen Capri Hollywood Award und einen Hollywood Music in Media Award.